# Теспротія
Теспротія (грец. Θεσπρωτία) — ном в Греції, розташований в периферії Епір. Адміністративний центр — місто Ігумениця. 

## Муніципалітети і комуни
| Муніципалітет | YPES код | Місцева влада (якщо відрізняється) | Поштовий код | Тел. код |
| ------------- | -------- | ---------------------------------- | ------------ | -------- |
| Ахеронтас     | 2001     | Гардікі                            | 460 31       | 26660-41 |
| Філіатес      | 2010     |                                    | 463 00       | 26640-22 |
| Ігумениця     | 2002     |                                    | 461 00       | 26650-2  |
| Маргаріті     | 2003     |                                    | 460 30       | 26650-9  |
| Парамітія     | 2004     |                                    | 462 00       | 26660-2  |
| Парапотамос   | 2005     |                                    | 461 00       | 26650-92 |
| Сагіада       | 2007     | Аспрокклісі                        | 463 00       | 26640-51 |
| Сівота        | 2009     | Платарія                           | 461 00       | 26650-71 |
| Комуна        | YPES код | Місцева влада (якщо відрізняється) | Поштовий код | Тел. код |
| Пердіка       | 2006     |                                    | 461 00       | 26650-91 |
| Сулі          | 2008     | Самоніда                           | 460 31       | 26660-24 |

| Греція | Це незавершена стаття з географії Греції. Ви можете допомогти проєкту, виправивши або дописавши її. |